# Vương triều thứ Ba Mươi Mốt của Ai Cập

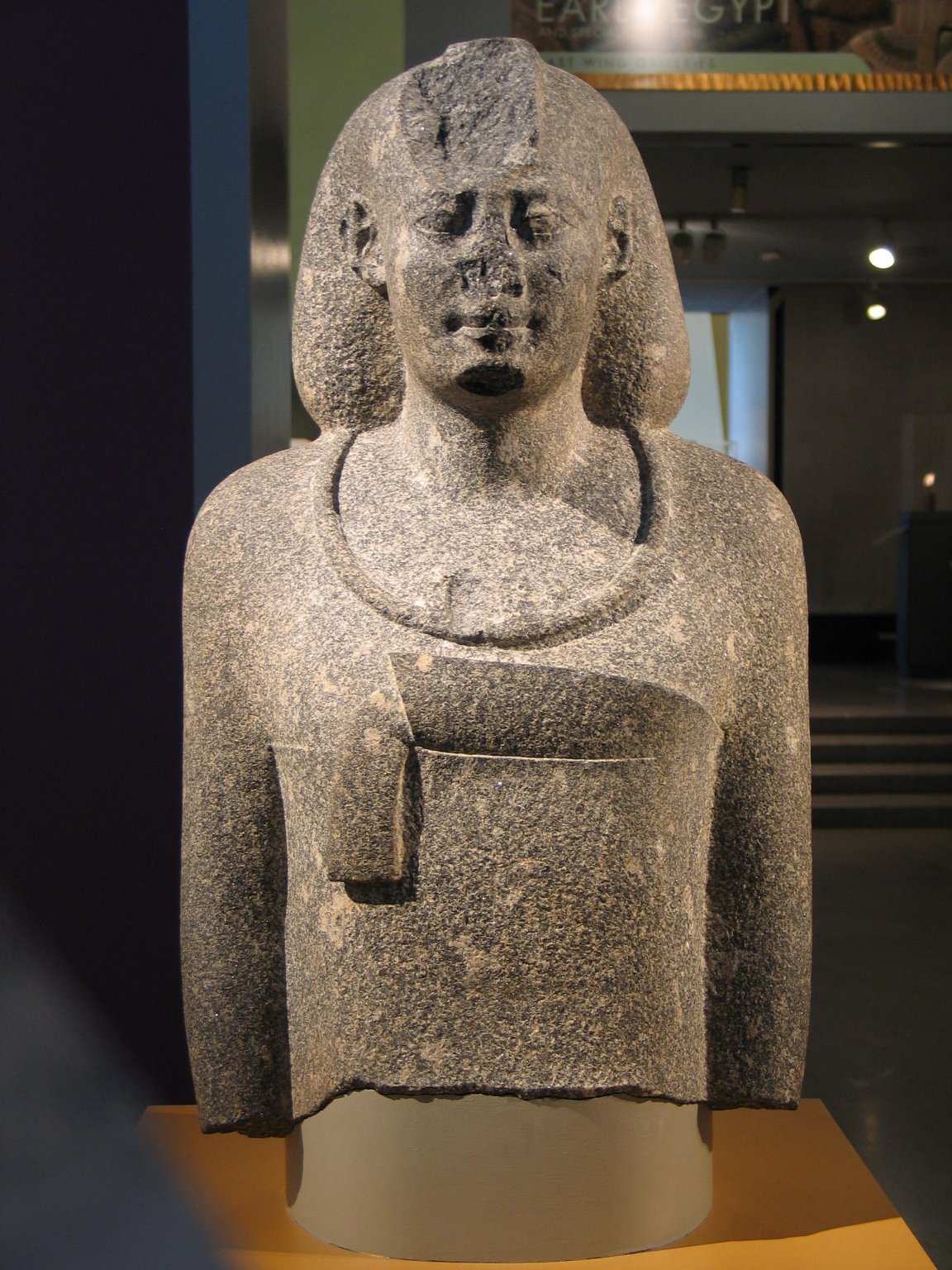
Bức tượng của một người đàn ông Ai Cập trong trang phục của Ba Tư, khoảng năm 343-332 TCN, 71.139, Bảo tàng Brooklyn

Vương triều thứ Ba Mươi Mốt của Ai Cập cổ đại (Vương triều thứ 31) là một vương triều thuộc Thời kỳ Hậu nguyên và Thời kỳ Satrap Ai Cập thứ hai đã tồn tại trong một khoảng thời gian khá ngắn ngủi, đồng thời với Đế chế Achaemenes, giữa những năm 343 trước Công nguyên và năm 332 trước Công nguyên. Nó cũng là thời kỳ cuối cùng trong loạt các vương triều được đánh số thứ tự của Ai Cập.

Sau một khoảng thời gian độc lập, trong đó có ba vương triều do người bản địa trị vì (Vương triều thứ 28, 29, 30). Sai đó Artaxerxes III (358–338 TCN) đã cai trị khu vực Sông Nin này, và một gian đoạn thứ hai ngắn do satrap cai trị (343–332 TCN) được gọi là Vương triều thứ Ba Mươi Mốt của Ai Cập.

## Lịch sử
Hiện tại vẫn không xác định được rõ ai là người kế vị sau Artaxerxes III, nhưng dưới triều của Darius III (336-330 TCN) đã có Sabaces, người đã chiến đấu và chết tại Issus và kế vị bởi Mazaces. Người Ai Cập cũng đã chiến đấu tại Issus, ví dụ như các nhà quý tộc Somtutefnekhet của Heracleopolis, người đã mô tả về "tấm bia Naples" và làm thế nào ông đã trốn thoát được trong cuộc chiến chống lại người Hy Lạp và Arsaphes, vị thần của thành phố ông đã bảo vệ ông và cho phép ông trở về nhà.
Năm 332 TCN, Mazaces bàn giao các nước cho Alexander Đại đế mà không chiến đấu. Đế chế Achaemenid đã kết thúc, và trong thời Ai Cập là satrapy thuộc Vương quốc của Alexander. Sau gia tộc Ptolemy và người La Mã.

## Các pharaon Vương triều thứ 31
| Tên pharaon    | Hình ảnh | Cai trị     | Tên Ngai             | Ghi chú                                                                                     |
| -------------- | -------- | ----------- | -------------------- | ------------------------------------------------------------------------------------------- |
| Artaxerxes III |          | 343–338 TCN |                      | Đặt Ai Cập dưới sự cai trị của Ba Tư lần thứ hai                                            |
| Artaxerxes IV  |          | 338–336 TCN |                      | Chỉ cai trị ở Hạ Ai Cập                                                                     |
| Khababash      |          | 338–335 TCN | Senen-setepu-ni-ptah | Dẫn đầu một cuộc nổi dậy chống lại sự cai trị của Ba Tư ở Thượng Ai Cập, tự xưng là pharaon |
| Darius III     |          | 336–332 TCN |                      | Thượng Ai Cập trở lại kiểm soát bởi Ba Tư vào năm 335 TCN                                   |